# Márkó Futács
Márkó Futács (Budapest, Hungría, 22 de febrero de 1990) es un exfutbolista húngaro que jugaba como delantero.

## Selección nacional
Fue internacional con la selección de fútbol de Hungría, con la que disputó tres partidos.

### Participaciones en Copas del Mundo
| Mundial                               | Sede    | Resultado    |
| ------------------------------------- | ------- | ------------ |
| Copa Mundial de Fútbol Sub-20 de 2009 | Nigeria | Tercer lugar |

## Clubes
| Club                         | País       | Año       |
| ---------------------------- | ---------- | --------- |
| Werder Bremen                | Alemania   | 2009-2011 |
| F. C. Ingolstadt 04 (cedido) | Alemania   | 2010-2011 |
| Portsmouth F. C.             | Inglaterra | 2011-2012 |
| Leicester City F. C.         | Inglaterra | 2012-2014 |
| Blackpool F. C. (cedido)     | Inglaterra | 2013      |
| Diósgyőri VTK (cedido)       | Hungría    | 2013-2014 |
| Mersin İdmanyurdu            | Turquía    | 2014-2016 |
| H. N. K. Hajduk Split        | Croacia    | 2016-2018 |
| MOL Fehérvár F. C.           | Hungría    | 2019-2021 |
| Zalaegerszegi TE             | Hungría    | 2021      |
| N. K. Olimpija Ljubljana     | Eslovenia  | 2021      |
| MTK Budapest F. C.           | Hungría    | 2022-2023 |
| Budapest Honvéd F. C.        | Hungría    | 2024      |

## Palmarés

### Campeonatos nacionales
| Título                     | Club           | País    | Año  |
| -------------------------- | -------------- | ------- | ---- |
| Copa de la liga de Hungría | Diósgyőr VTK   | Hungría | 2014 |
| Copa de Hungría            | MOL Vidi F. C. | Hungría | 2019 |